# Ганчев, Ванко
Ванко Гаврилов Ганчев, известен также как Аспарух Ганчев (21 декабря 1898, Севастополь, Таврическая губерния — 1954, Болгария) — болгарский революционер, деятель Внутренней македонской революционной организации.

## Биография
Родился в Севастополе (Российская империя) в семье бессарабских болгар. В 1917 году окончил среднюю школу в Ногайске и начал обучение в политехническом институте в Петрограде, но не закончил его из-за начала Октябрьской революции и последующей Гражданской войны. Участвовал в войне как кавалерист Красной Армии и сражался с частями Нестора Махно. 
В конце 1919 года эмигрировал в Болгарию, чтобы продолжить свое образование. Работал учителем в Ломе и г. Бяла-Слатина. С сентября 1920 — в средней школе Петрича, а с 1921 года — в местной гимназии.. Директор гимназии Атанас Маджаров, который также являлся пунктиром начальника ВМРО в Петриче, привлекает его в революционную организацию.
В 1922 году Ганчев, получил прозвище Аспарух и вступает в отряд Михаила Скендерова, а позже стал секретарём в отряде Ивана Келпека, которая действовала в регионе. Отряд вёл несколько сражений с греческими войсками (самое крупное у деревни Терлис в мае 1923 года). В конце того же года Ганчев был переведен в отряд Алеко Василева и участвовал в вытеснении вооруженных групп, посланных из Сербии с целью убийства создателей ВМРО в Пиринской Македонии.
12 мая 1925 года Аспарух Ганчев был назначен доверенным лицом ЦК Неврокопского округа и был избран председателем Неврокопского окружного революционного комитета. Через год он был назначен кавальским околийским воеводой. Ганчев участвовал в строительстве военных баз около Неврокопско — Девин, Доспат, Батак и Лыджене. Восьмой конгресс ВМРО в апреле 1932 года назначил Ганчева Фессалоникийским районным воеводой.
После переворота 19 мая в 1934 году Ганчев был интернирован. После германо-болгарской оккупации Вардарской (сербской) Эгейской (греческой) Македонии в апреле 1941 года Ганчев поселился в оккупированном болгарами греческом городе Сере, а в 1942 году посетил Ванче Михайлова в Загребе.
После государственного переворота в 1944 году Ганчев поселился в Русе, где он занимался сельским хозяйством. С сентября 1947 года он был учителем русского языка и математики в средней школе г. Две-Могили, а с 1948 он был учителем в Исперихе. В 1950 году был арестован коммунистическими властями, приговорён к смерти и казнен в 1954 году.
Иван Михайлов пишет о нём:
По дороге в Банско с приятелем Ганчевым мне запомнилось, что он может в будущем рассматриваться как один из лучших представителей наших рядов, особенно для организации боевых групп и ведения боевых действий...